# Paridol
Paridol je naselje u slovenskoj Općini Šentjuru. Paridol se nalazi u pokrajini Štajerskoj i statističkoj regiji Savinjskoj. 

## Stanovništvo
Prema popisu stanovništva iz 2002. godine naselje je imalo 144 stanovnika.